# 冯英
冯英（1963年—），女，汉族，山东掖县人，中华人民共和国舞蹈家，中央芭蕾舞团团长、一级演员，第十二届全国人民代表大会上海地区代表。

## 生平
毕业于北京舞蹈学校芭蕾舞专业。2008年，当选第十一届全国政协委员，代表文化艺术界，分入第二十七组。2013年，当选第十二届全国人大代表。